# Ceainic

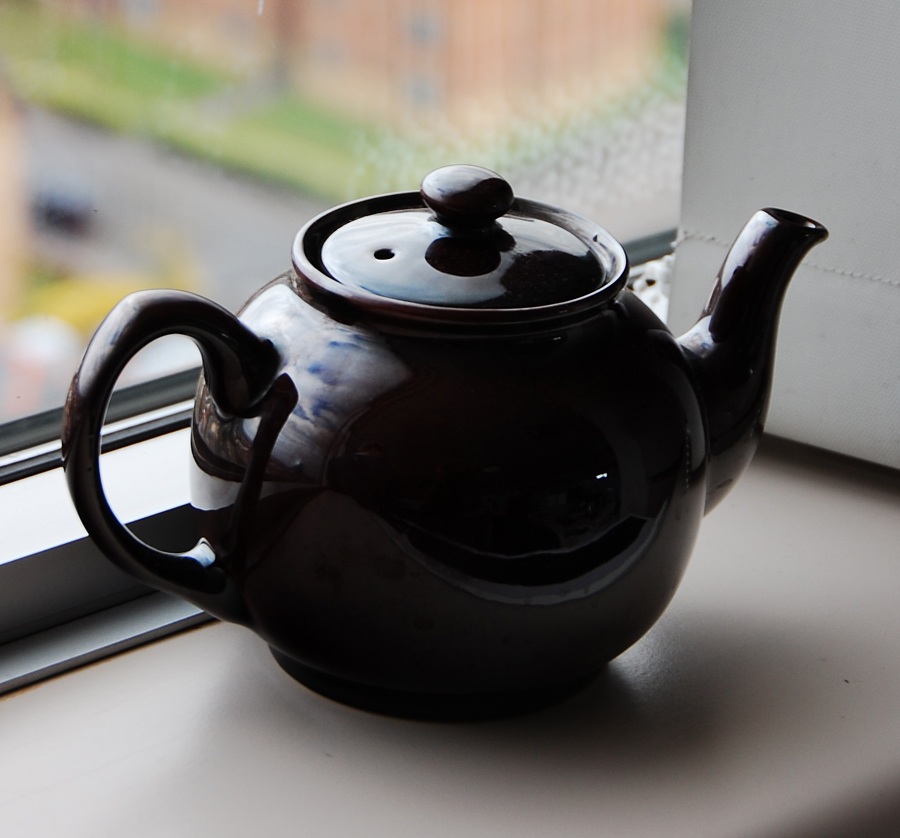
Un ceainic negru

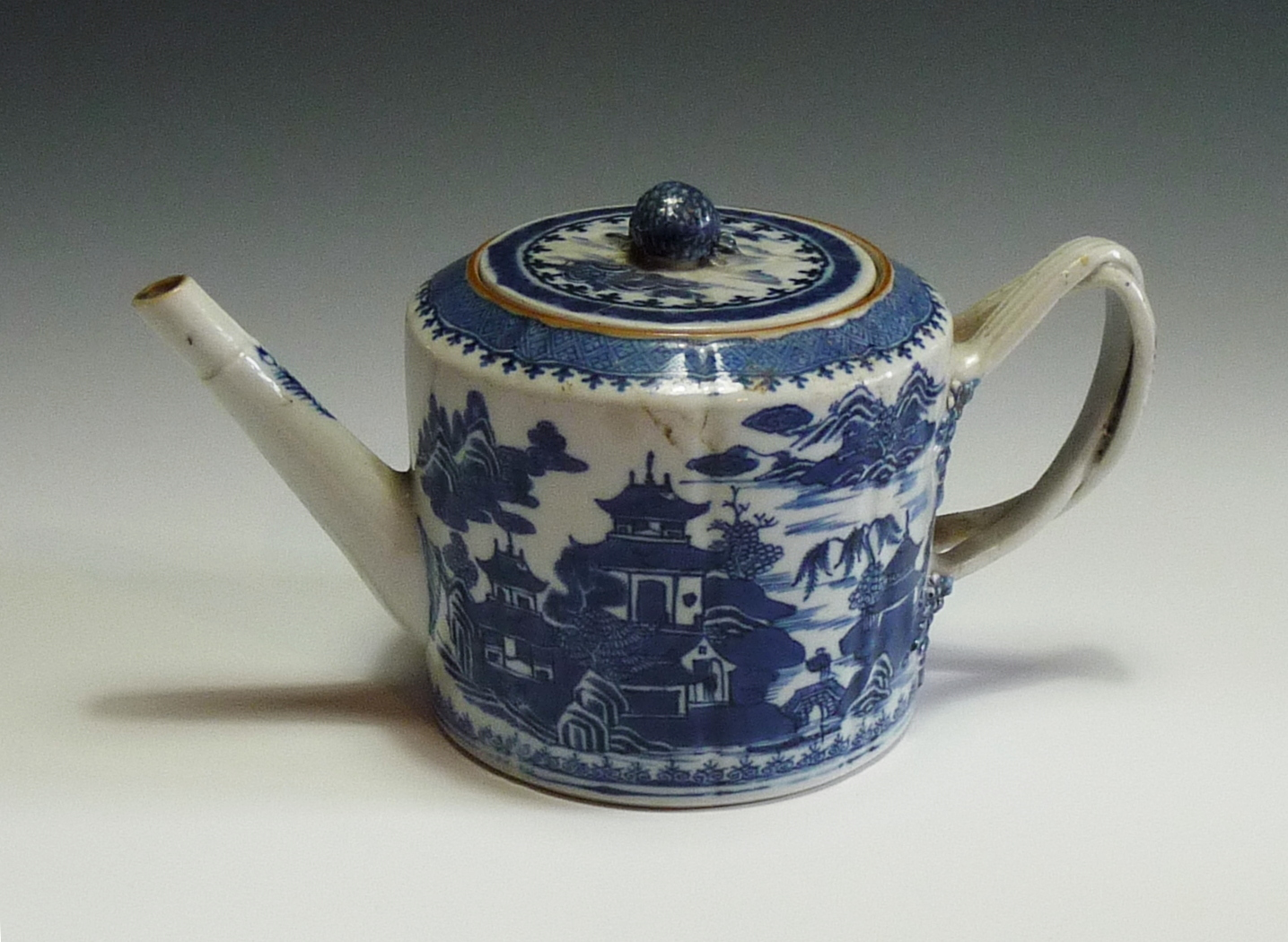
Un ceainic din porțelan chinezesc pictat în alb și albastru, secolul al XVIII-lea

Un ceainic este un vas folosit pentru înmuierea frunzelor de ceai sau pentru fierberea în apă a unui amestec pe bază de plante și pentru a servi infuzia rezultată care se numește ceai. Ceaiul uscat este disponibil fie în pungi de ceai sau ca ceai vrac, putând fi folosit ca ajutor în preparare un infuzor de ceai sau filtru de ceai pentru a reține frunzele în interiorul ceainicului atunci când ceaiul este turnat. Ceainicele au, de obicei, o deschidere cu un capac la partea de sus, unde se adaugă ceai uscat și apă fierbinte, un mâner pentru ținerea în mână și o duză prin care ceaiul este servit. Unele ceainice au un filtru în marginea interioară a gurii de scurgere.

## Istoric

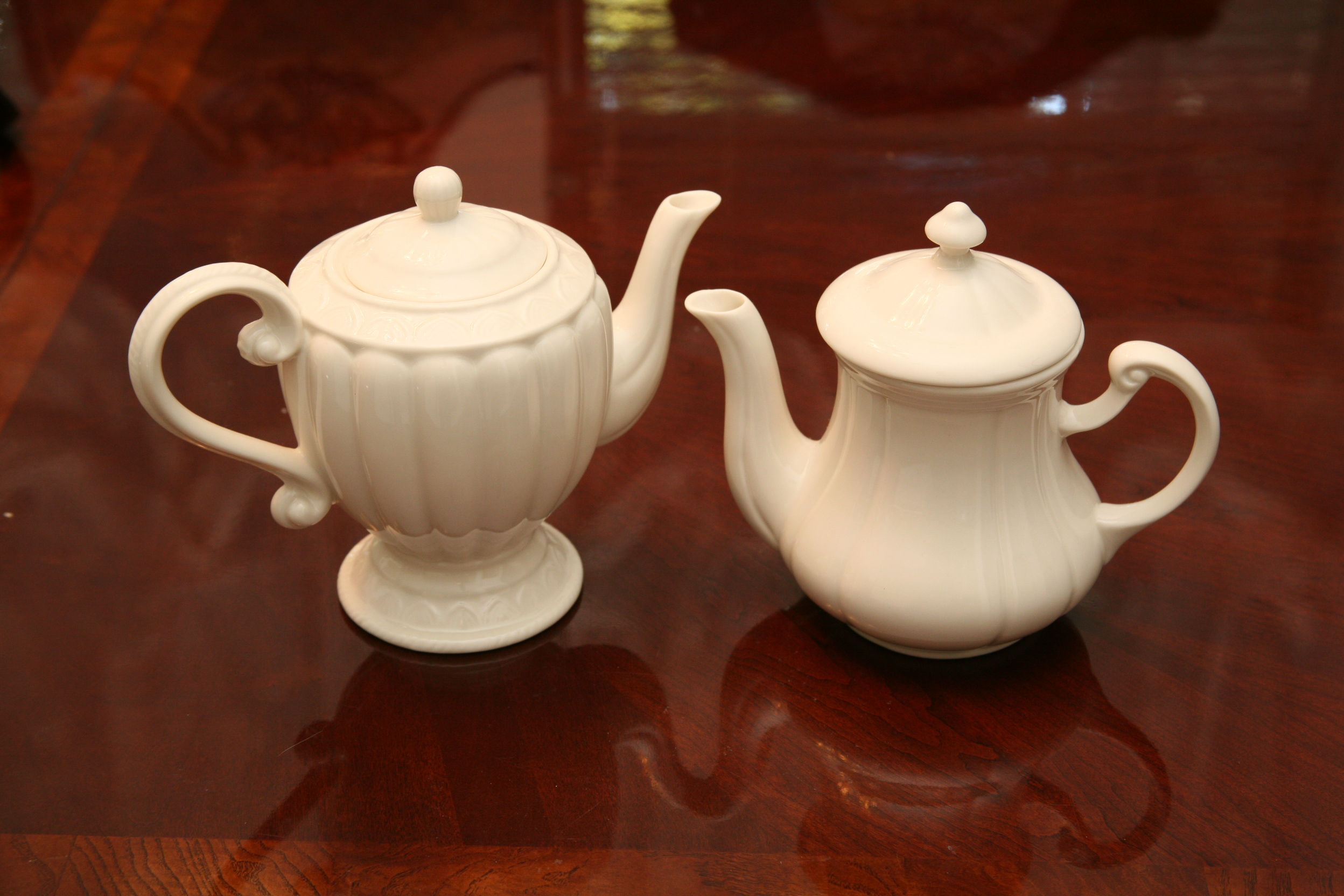
Două ceainice din Epoca Victoriană

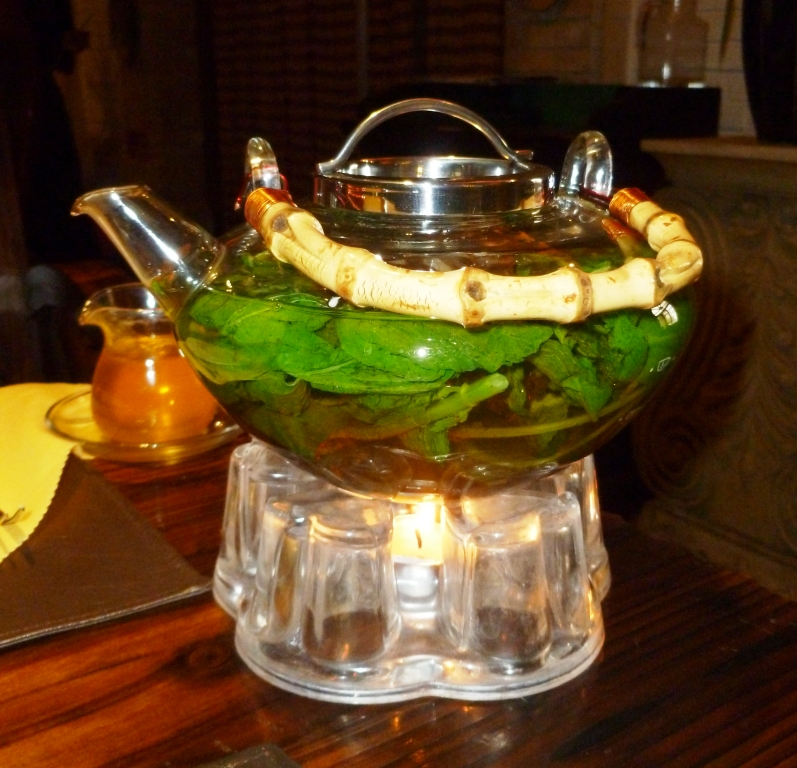
Ceainic de sticlă conținând frunze de mentă, Kashgar, Xinjiang, China

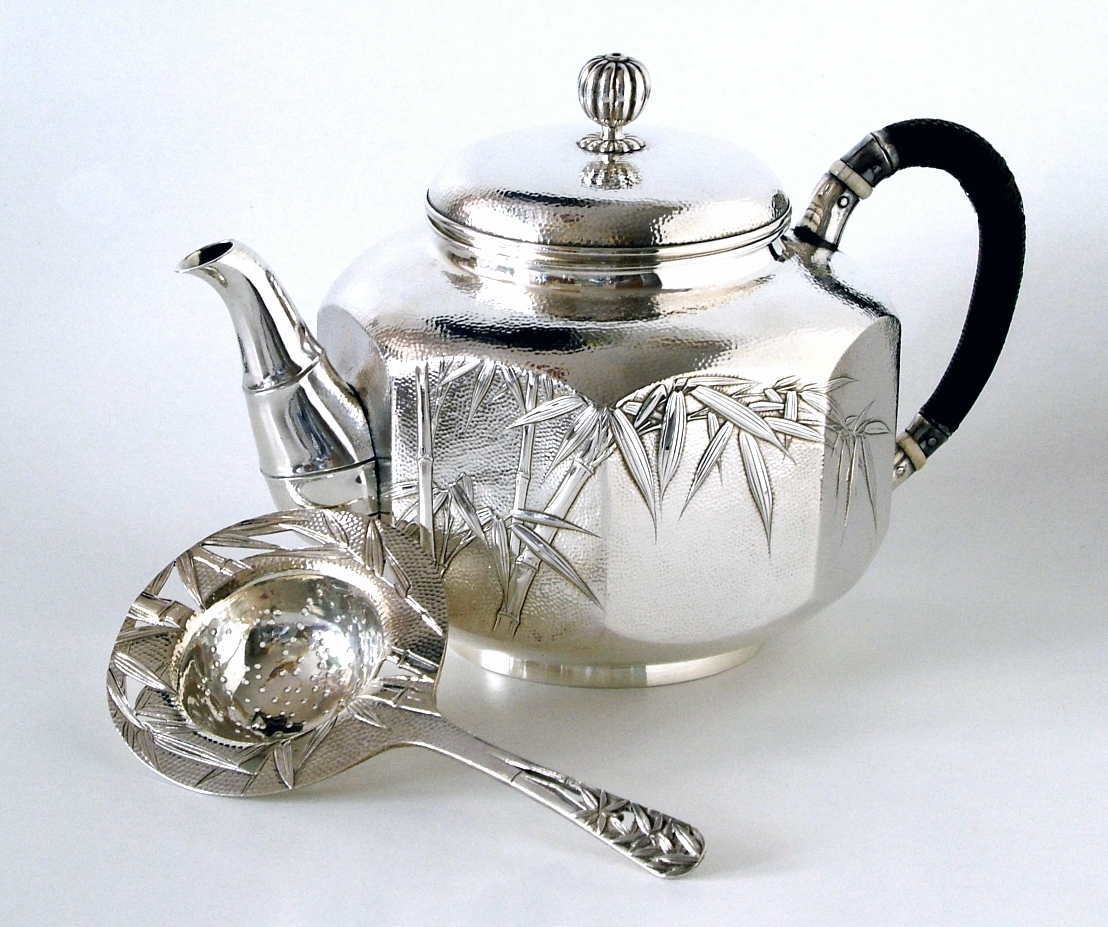
Ceainic japonez din argint

Ceainicul a fost inventat în China în timpul dinastiei Yuan. El a fost derivat probabil de la ibricele din ceramică și de la oalele de vin, care erau făcute din bronz și din alte metale și au fost folosite de chinezi timp de mii de ani. Prepararea ceaiului în timpul dinastiilor anterioare nu se făcea în ceainic. În timpul dinastiei Tang era folosit un cazan pentru fierberea ceaiului, care era apoi servit în boluri. Ceaiul era fiert în timpul dinastiei Song într-un ibric în care frunzele de ceai erau puse în apa fiartă. Se utiliza apoi o perie pentru a se amesteca ceaiul. Prima mențiune scrisă a unui ceainic apare în textul Jiyuan Conghua din timpul dinastiei Yuan, care descrie un ceainic pe care autorul, Cai Shizhan, l-a cumpărat de la învățatul Sun Daoming. În timpul dinastiei Ming, ceainicele erau larg răspândită în China. Unul dintre cele mai vechi ceainice, care s-au păstrat până în zilele noastre, se află în Casa Muzeu Flagstaff din Hong Kong; acesta a fost datat 1513 și este atribuită lui Gongchun.
Ceainicele vechi sunt mici după standardele occidentale, deoarece ele erau concepute, în general, pentru un singur băutor, iar chinezii beau ceai mai demult direct din gura ceainicului. Dimensiunea ceainicului evidenția importanța servirii unei singure porții, astfel încât aromele să fie mai concentrate și mai bine controlate.
Începând de la sfârșitul secolului al XVII-lea, ceaiul a fost transportat pe corăbii din China în Europa, ca parte a exportului de condimente exotice și bunuri de lux. Navele care transportau ceai aduceau, de asemenea, și ceainice din porțelan.
Majoritatea acestor ceainice erau pictate în alb și albastru. Porțelanul, fiind complet vitrificat, rezista la apa de mare, fără daune, astfel încât ceainicele au fost încărcate sub punte, în timp ce ceaiul era depozitat pe punte pentru a se asigura că va rămâne uscat.
Băutul ceaiului în Europa a fost inițial apanajul claselor superioare, din cauza cheltuielilor ridicate. Ceainicele din porțelan erau preferate, deoarece porțelanul nu putea fi produs în Europa la acel moment. Abia în anul 1708 savantul Ehrenfried Walther von Tschirnhaus a inventat o modalitate de producere a porțelanului la Dresda și a fondat fabrica din Meissen în 1710. Olarii europeni care au început să producă recipiente pentru ceai s-au inspirat de designul ceainicelor chinezești.
În America colonială, Boston a devenit un centru meșteșugăresc în care erau produse un număr mare de obiecte artistice din argint. Erau patru mari familii la Boston care se ocupau cu producerea obiectelor din argint: Edwards, Revere, Burt și Hurd, aceștia producând și ceainice din argint.